# My Chemical Romance
My Chemical Romance (zkráceně MCR nebo My Chem) je čtyřčlenná americká rocková[zdroj⁠?!] kapela z New Jersey, která vznikla v roce 2001. Tvoří ji Gerard Way, Mikey Way, Frank Iero a Ray Toro. Krátce po vzniku kapela podepsala smlouvu s vydavatelstvím Eyeball Records a v roce 2002 jim vyšlo první debutové album I Brought You My Bullets, You Brought Me Your Love. Obsahuje 11 písní a získalo kapele hodně fanoušků.
O rok později se upsali Reprise Records a vydali CD Three Cheers for The Sweet Revenge. Gerard Way sám navrhl jeho obal. Album bylo velmi úspěšné, prodalo se více než 1 milion kopií díky singlům Helena, I'm Not Okay (I Promise), a The Ghost Of You. Před vydáním druhého alba od MCR odešel zakládající člen Matt a nahradil ho Bob Bryar (technik skupiny The Used). Kapela také natočila v roce 2006 svoje první DVD Life on the Murder Scene. My Chem ve stejném roce zopakovali úspěch s deskou The Black Parade se singly Welcome To The Black Parade, Famous Last Words, I Don't Love You a Teenagers. Album vypráví příběh mladého muže, který onemocněl rakovinou a vzpomíná na svůj život a lituje, že ho neprožil naplno. Podle Gerarda je toto album nejosobnější. Kapela také natočila své druhé DVD The Black Parade Is Dead! v Mexiku, které vyšlo na konci června 2008.

## Historie

### Začátky (2001–2002)
Kapelu založil frontman Gerard Way a bývalý bubeník Matt Pelissier asi týden poté, co se Gerard Way stal svědkem útoků 11. září v New Yorku, což úplně změnilo jeho život a začal se vyjadřovat pomocí hudby. Napsal svojí první písničku Skylines & Turnstiles, která je pravě o 11. září 2001. Krátce na to požádali Raye Tora, aby hrál na kytaru, protože Gerard to sám tehdy neuměl spojit se zpěvem.
První písničky Our Lady Of Sorrows (dříve Bring More Knives) a Cubicles nahráli na půdě Matta Pelissiera. Frank Iero prozradil, že text k This Is The Best Day Ever napsali těsně předtím než přijeli do studia, kde nahráli The Attic Demos. Mladší bratr Gerarda Mikey si demo oblíbil natolik, že se rozhodl přidat ke kapele až odejde z vysoké školy. U Eyeball records hráli MCR s Pencey Prep a Thursday, kde potkali Franka, zpěváka a kytaristu Pencey Prep. Poté, co se Pencey Prep rozpadli (v roce 2001–2002) a Frank se přidal k My Chem. Také vymyslel harmonickou část písničky Early Sunsets Over Monroeville.

### Průlom (2003–2006)
V roce 2003 kapela podepsala smlouvu s Reprise Records. Při turné s Avenged Sevenfold začali pracovat na nové desce s názvem Three Cheers for The Sweet Revenge, která byla vydaná v roce 2004 a měla platinový úspěch. Na CD jsou tři singly: I'm Not Okay (I Promise), Helena a The Ghost Of You.
Po turné v Japonsku nahradil Matta Pelissiera Bob Bryar. Pro fanoušky to byl velmi sporný okamžik. Důvod proč Matta vyhodili byl, že nedodržoval rytmus[zdroj?]. Fanoušci, kteří byli odchodem Matta zklamaní se divili, proč vyhodili bubeníka, který měl uměleckou svobodu při živých vystoupeních a ne zpěváka, který byl na práškách. Je známo, že Gerard jeden čas trpěl depresemi, které řešil alkoholem a prášky, nicméně od 11. srpna 2004 abstinuje. Tuto informaci prozradili v roce 2006 na DVD Life On The Murder Scene, ale kapela si nepřeje o tom často mluvit.
Na začátku roku 2005 začalo turné Taste Of Chaos, díky kterému měli možnost předskakovat Green Day na American Idiot Tour. V létě byli hlavními představiteli Warped Tour 2005 spolu s Fall Out Boy. O rok později veleli turné s Alkaline Trio a Reggie And The Full Effect po spojených státech. Ve stejný rok nazpívali s The Used předělávku písničky Under Pressure, originál od Queenů a Davida Bowieho. Prodával se jako benefiční singl na I-tunes a dalších internetových obchodech.
21. března 2006 vydali set 2 DVD/1 CD Life On The Murder Scene, obsahující jedno DVD, které popisuje historii kapely. Na druhém DVD jsou videoklipy, jejich natáčení a hodně živých vystoupení. Neoficiální DVD Things That Make You Go MMM! vyšlo 27. 7. 2006. Toto DVD neobsahuje žádné videoklipy ani vystoupení, ale jsou na něm rozhovory s těmi, kteří znali kapelu ještě než se proslavila.
Třetí CD začali nahrávat 10. 4. 2006 s Robem Cavallem, manažerem většiny desek Green Day. Původně se album mělo jmenovat The Rise And Fall Of My Chemical Romance. Ale v rozhovoru pro Kerrang! Gerard Way řekl, že to byl jen pracovní název. Prohlásil: "Nikdy to nebyl název alba, spíš legrace." 3. 8. 2006 natočili 2 videa dohromady, a to Welcome To The Black Parade a Famous Last Words. Režíroval je Sam Bayer, který pracoval na Smells Like Teen Spirit od Nirvany a nebo videích Green Day z American Idiot. Při natáčení Famous Last Words se členové Gerard Way a Bob Bryar zranili. Gerard si přetrhl vazy v kotníku a Bob si popálil nohu třetím stupněm. Následně museli zrušit pár koncertů.

### The Black Parade (2006–2007)
Biografie Something Incredible This Way Comes byla vydána a napsána Paulem Stenningem (zveřejněna v roce 2006). Zobrazuje jejich začátky až po The Black Parade. 22. srpna 2006 si zahráli na speciální show s 1800 kapacitou v London Hammersmith Palais. Lístky byly v prodeji na eBay a prodaly se do 15 minut. Dvacet lidí oblečených do černých kápí se zahalenými tvářemi pochodovalo kolem Hammersmithu. Následovala je početná kapela fanoušků a členové street teamu s nápisem "The Black Parade". Pak během show se potvrdil název alba a datum vydání v Anglii. Na vystoupeních se MCR rozhodli, že přestanou vystupovat jako My Chemical Romance, ale jako své alter ego The Black Parade. I přes prvotní nesouhlas fanoušků, kapela hrála pod svým pseudonymem.
2. září 2006 dali MCR písničku Welcome To The Black Parade na své Myspace a stránku PureVolume. Prvně se tato písnička hrála v rádiu 11. září 2006, aniž by někdo věděl, jak je toto datum vzácné právě pro MCR. 26. září 2006 mohli poprvé fanoušci vidět video Welcome To The Black Parade v Anglii a v USA o den později.
MCR hráli 12. 10. 2006 výjimečné vystoupení v obchodním domě Virgin Megastore pro 500 lidí na Londýnské Oxford Street. Mnoho fanoušků spalo před obchodem předešlou noc, aby si koupilo manžety pro tuto událost. Britská skupina Towers Of London tam způsobila problémy, protože kytarista Dirk Tourette údajně odhodil nedopalek cigarety na Boba Bryara, zatímco MCR vystupovali. V anglických hitparádách se Welcome To The Black Parade umístila na 1. místě 15. 10. 2006. The Black Parade vyšlo 23. 10. 2006 v Anglii a 24. 10. 2006 ve Státech.
The Black Parade World Tour začala 22. 2. 2007 s Rise Against, Thursday a Muse. MCR na prvním vystoupení turné v Manchesteru oznámili, že se k nim přidává James Dewees, frontman Reggie And The Full Effect, který je bude doprovázet na klávesy. 12. 3. 2007 vystoupili jako hosté v The Tonight Show s Jay Lenem. Na konci pořadu zahráli Famous Last Words s plápolajícími ohni za zády.
MCR obdrželi mnoho kladných a záporných ocenění. V 1138. vydání časopisu Kerrang! vyhráli následující kategorie za rok 2006:
- Nejlepší kapela, i Nejhorší kapela,
- Nejlepší album (The Black Parade) i Nejhorší album (The Black Parade),
- Nejlepší song (Welcome To The Black Parade),
- Nejlepší video (Welcome To The Black Parade),
- Nejlepší živé vystoupení,
- Nejlepší událost roku 2006 i Nejhorší událost roku 2006,
- Hrdina roku 2006 (Gerard Way) i Ničema roku 2006 (Gerard Way),
- Nejvíce sexy muž (Gerard Way).

Také v čísle 1139. časopisu Kerrang! obdržela The Black Parade 4. místo za Nejlepší album roku 2006. V časopise Rolling Stone se zařadilo mezi 50. nejlepších alb roku 2006. The Black Parade byla zvolena 20. nejlepší deskou roku. MCR vyhráli cenu Nejlepší mezinárodní kapela v cenách NME 2007. Gerard vyhrál také cenu Hrdina roku.
Na turné MCR nosili po celou dobu kostýmy The Black Parade. 19. 4. 2007 oznámili že Mikey Way na čas opustí turné, aby strávil čas se svojí novomanželkou Aliciou Simmons-Way. Mikeyho nahradil Matt Cortez, kamarád kapely. 29. 8. 2007 na koncertu v Holmdelu, New Jersey si Mikey přišel zahrát písničku I'm Not Okay (I Promise).
Když jeli MCR turné s Muse, tak se část členů My Chem a management Muse ve Virginii přiotrávili jídlem. Skupiny musely zrušit 6 koncertů. V roce 2007 byli MCR součástí Projectu Revolution, který pořádají Linkin Park. Kromě MCR účinkovali i Placebo, Midless Self Indulgence, Saosin, Taking Back Sunday, HIM a samozřejmě Linkin Park.
Čtyři původní písničky z The Black Parade byly vydány na Xbox 360 Guitar Hero II. "Dead!" byla přímo ve hře a další tři – This Is How I Disappear, Teenagers a Famous Last Words si můžeme stáhnout na Xbox live Marketplace. A za 500 Microsoft bodů je možné obdržet všechny čtyři songy dohromady.
V říjnu 2007 začalo evropské turné s Mindless Self Indulgence.
V září 2007 MCR potvrdili, že novou desku natočí nejdříve v polovině roku 2008, přesto se spekulovalo, že skupina bude na nové desce pracovat už na konci roku 2007, aby ji vydali na začátku roku 2008. Teď to ovšem vypadá, že si budeme muset počkat až do roku 2009. 26. září 2007 Gerard řekl, že natočí další dvě videa z The Black Parade, které bude sám režírovat. Řekl také, že bratr Mikey se na turné vrátí po dlouhé době, vlastně od března 2007. Navzdory tomu, že kapela říká, že do roku 2008 nenapíše žádnou písničku, hrají na koncertech jednu, kterou fanoušci nazvali "Stay", protože to bylo jediné identifikovatelné slovo v refrénu, kterému rozuměli. 30. 10. 2007 Bob nemohl vystupovat v Bratislavě, protože měl problémy se zápěstím a 15. 11. 2007 se Frank musel vrátit ke své rodině. Nahradil ho kytarový technik Matt Cortez a Boba Pete.
MCR byli nominováni na cenu Nejlepší alternativní kapela roku 2007 na American Music Awards, konkurovali Linkin Park a White Stripes, cenu vyhráli Linkin Park.
19. 12. 2007 v Japonsku vydali EP Live & Rare. Jsou na něm singly z The Black Parade. Na nedávném turné po Austrálii zahráli Desert Song a Gerard řekl: "Nikdy jsme ještě Desert Song nehráli naživo". V Severní Americe k Desert Songu přidali i My Way Home Is Through You a Kill All Your Friends.
Na konci roku 2007 ohlásil James Dewees, že od dalšího alba bude kapelu doprovázet na klávesy.
2008:
Gerard v interview pro časopis NME řekl, že další album bude návrat k punk rocku. Na své internetové stránky napsali, že pojedou závěrečné turné po USA a pak už začnou tvořit nové CD. Také oznámili, že vydají další DVD/CD set The Black Parade Is Dead!, která se natáčela v říjnu 2007 a měla vyjít 30. března v Anglii a 20. dubna v USA. Později se ukázalo, že si budeme muset počkat až na konec června 2008.
Další nejmenovaný song jako "Stay" začali MCR hrát v Hongkongu.

### Konec kapely (2013)
V březnu roku 2013 kapela z čista jasna oznámila ukončení své kariéry, ač byli v té době ve studiu a nahrávali desku. Oficiální vyhlášení se objevilo na jejich domovských stránkách jakož i na osobních stránkách členů kapely.

### Obnovení činnosti (2019–současnost)
31. října 2019 členové ohlásili návrat. Zprávu doprovázelo vystoupení v Kalifornii.
V květnu 2022 vydala skupina píseň The Foundations of Decay, první od roku 2014.

## Hudební styly a vlivy
Média specifikovala styl MCR jako pop punk, alternativní rock, post-hardcore, emo a punkrevival. Kapela se sama označila na svých stránkách jako jednoduchý rock nebo násilný nebezpečný pop. Naprosto nesouhlasí s termínem emo. Nedávno Gerard prohlásil v rozhovoru, že nikdy nebyli emo a že emo je hromada sraček. Hlavními vlivy MCR jsou Queen, Thursday, Iron Maiden, The Misfits, Morrissey/The Smiths a Beastie Boys. Gerard řekl: "Milujeme kapely jako Queen, kteří hrajou mohutnou a velkolepou muziku, ale také kapely jako Black Flag a The Misfits, kteří jsou totálně šílení." Také řekl, že jejich velkými vzory jsou Smashing Pumpkins. Geoff Rickly, lídr skupiny Thursday přirovnal My Chem ke skupině INK & Dagger. Velice je také ovlivnily horory a komiksy. Proto jejich vzhled, hudba a texty mají prvky fantasy příběhů, hororů a divadelního představení. Gerard prohlásil, že na nové desce použijí více materiálů z punk rockových kořenů.

## Kritika
MCR byli mezi prvními kapelami, které daly své písničky ke stažení zdarma na PureVolume a Myspace. Nejdříve měli několik tisíc fanoušků, ale po vydání desky Three Cheers For Sweet Revenge se základ hodně rozšířil. A skalní fanoušci moc šťastní nejsou. Dokonce se rozdělili na dvě skupiny: Starší – Sellouti a novější – Pozéři. Fanoušci se domlouvají zejména na online fórech.
Hodně ostatních interpretů kritizují My Chem prostřednictvím médií. Mezi nimi je například Marilyn Manson. Říká se, že napsal song Mutilation Is The Most Sincere Form Of Flatery právě o MCR na CD Eat Me, Drink Me, ale on sám toto vyvrátil a řekl, že tu píseň napsal o všech skupinách, nejen o My Chem, kteří se ho snaží kopírovat.

## Turné
MCR byli na mnoho turné, koncertovali bez přestání několik let a jejich koncerty byly většinou vyprodané. Od Vans Warped Tour na začátku, po mnoho dalších. Vystupovali s mnoha známými kapelami jako Fall Out Boy The Used, Thursday, Green Day a další.

### Warped Tour
Na 11. pořádání Vans Warped Tour hráli MCR na jevišti s The Offspring, Fall Out Boy a s dalšími 85 kapelami jako Atreyu, The All American Rejects, Good Charlotte, Saosin atd. MCR hráli většinu songů z Three Cheers For Sweet Revenge.

### My Chemical Romance Tour
Po Warped Tour 05 jeli MCR své vlastní turné. Začalo 15. září v Ohiu. Zastavili se na 30 místech USA, aby prezentovali album Three Cheers For Sweet Revenge. Předskakovali jim Alkaline Trio a Reggie And The Full Effect. Kapela vzbudila pozornost svou efektností v podobě ghotických tanečníků na píseň Helena. S tím na turné začali a pokračovali na dalších koncertech. Největší divadelní představení bylo evidentní v budoucnosti na The Black Parade World Tour.

### The Black Parade World Tour
The Black Parade World Tour bylo světové turné, jež začalo roku 2006 a skončilo v polovině roku 2007, kde prezentovali své třetí album The Black Parade. Na tomto turné si osvojili své alter ego The Black Parade a vystupovali ve známých kostýmech s divadelním stylem. MCR se dokonce zastavili i v Praze a spolu s Billy Talent předvedli fascinující show. V Mexiku se s alter egem rozloučili a hrají už jen jako My Chemical Romance.
Na tento nápad přišli možná po vzoru The Beatles. Jejich album Sgt. Pepper's Lonely Hearts Club Band bylo stejně koncepční, kde The Beatles hráli jako své alter ego – kapela Sgt. Pepper. Měli také velice podobné oblečení jako MCR, jen ve světlých barvách.

### Project Revolution 2007
Project Revolution 2007, na který si je pozvali headlineři Linkin Park, začal 25. 7. a skončila 3. 9. v Coloradu. Kapela hrávala hodinový set, který začali písničkou This Is How I Disappear a za kapelou plály ohně, končili Cancer s konfetami a ohňostrojem.
Gerard prohlásil, že to bylo nejlepší turné na kterém byli. Za zmínku stojí také pár sporných okamžiků, jako je polibek Gerarda s Frankem při písničce You Know What They Do To Guys Like Us In Prison v San Bernardinu 28. července nebo 26. srpna v Hardfordu, kde Gerard zpíval písničku od Rihanny Umbrella. Po Projectu Revolution jeli MCR na turné s Bon Jovim a pak na turné po Evropě s Mindless Self Indulgence.

### Turné po USA
Než si dají MCR přestávku budou na turné po Americe s Drive By a Billy Talent. Pak budou asi tak rok odpočívat, než natočí novou desku. Není ale vůbec jisté, zda opravdu na chvíli přestanou, protože se stále objevují další data koncertů. Nyní by měl být poslední 9. 5. 2008 v New Yorku v Madison Square Garden.

### The World Contamination Tour
The World Contamination Tour představuje zatím nejnovější album My Chemical Romance s názvem Danger Days: The True Lives of the Fabulous Killjoys. První turné od odchodu Boba Bryara, namísto něj bude hrát na bicí Michael Pedicone. Kapela vystoupí v USA, Kanadě, Japonsku, U. K., Irsku, Nizozemsku, Německu, Francii, Španělsku, Itálii, Švýcarsku, Dánsku, Norsku, Švédsku a Finsku. První koncert odehrají 10. prosince 2010 (San Francisco), závěr turné se koná 29. května 2011 (Las Vegas).

## Členové

### Současní
- Gerard Way – zpěv
- Mikey Way – baskytara
- Ray Toro – 1. kytara, zadní vokály
- Frank Iero – 2. kytara, zadní vokály (od r. 2002)

### Bývalí
- Matt Pelissier – bicí (2001–2002)
- Bob Bryar – bicí (od r. 2004)

### Členové na koncertech
- Matt Cortez – baskytara (zastupoval Mikeyho v r. 2007), kytara (za Franka v r. 2007)
- Pete Parada – bicí (od konce října 2007–2008 za Boba Bryara)
- Tucker Rule – bicí (od konce října 2007–2008 za Boba Bryara)
- Todd Price – kytara (za Franka)

## Diskografie

### Studiová alba
- 2002: I Brought You My Bullets, You Brought Me Your Love
- 2004: Three Cheers for The Sweet Revenge
- 2006: The Black Parade
- 2010: Danger Days: The True Lives of the Fabulous Killjoys
- 2013: "Conventional Weapons"
- 2014: "May Death Never Stop You"
- 2016: "The Back Parade/Living with Ghosts"

### Živá alba
- 2006: Life on the Murder Scene
- 2008: The Black Parade Is Dead!

### DVD
- 2006: Life on the Murder Scene
- 2008: The Black Parade Is Dead!

## Ocenění a Nominace

### Nominace
- Grammy 2008 Nejlepší limitovaná edice – The Black Parade